# 解系 (西晉將領)
解系（？—271年），為九真郡太守董元部將，為人驍勇。建衡三年（晉泰始七年，即西元271年）孫吳名將陶璜攻打交趾，因陶璜深知其勇，設反間計派其弟解象寫信勸降解系，並讓解象乘坐自己的座車。董元看到後認為解系之弟解象受到如此優待，可見其兄解系必定對其不忠，令將解系處死。越南史書《大越史記全書》則稱殺解系者為董元屬下王素等人。解系死後不久陶璜成功收復交州。

## 家庭
- 解象，解系之弟，陶璜設計派他勸降其兄。